# Seediq
I Seediq (conosciuti anche con i nomi Sediq, Seejiq o Seediq; caratteri cinesi: 賽德克族) sono un popolo di aborigeni taiwanesi residenti nelle contee di Nantou e Hualien. La loro lingua, il Seediq, è parlata anche dal vicino popolo Truku. I Seediq sono stati ufficialmente riconosciuti come quattordicesimo gruppo di aborigeni di Taiwan il 23 aprile 2008, mentre prima venivano classificati nell'etnia Atayal insieme ai Truku.